# 王延廣
王延廣（?—?），西漢御史大夫。《史记》、《汉书》只称呼他为延廣，荀悦《汉纪》说明他姓王。
太初二年（前103年）十二月，御史大夫兒宽卒。太初三年（前102年），汉武帝任命胶东郡太守王延廣为御史大夫，接替兒宽。
天汉元年（前100年），王延廣离任，由济南郡太守王卿接替担任御史大夫。
| 西漢        |                              |             |
| 漢帝國官銜  |                              |             |
| 前任： 兒宽 | 西汉御史大夫 前102年—前100年 | 繼任： 王卿 |